# Mistrovství Evropy v atletice 2020
XXV. Mistrovství Evropy v atletice 2020 se mělo uskutečnit ve francouzské metropoli Paříži. Mělo být druhým evropským šampionátem v tomto městě po 82 letech. Již potřetí se mělo konat v olympijském roce, poprvé však mělo proběhnout až po olympiádě (atletické soutěže v Tokiu byly plánovány na 31. července až 9. srpna, pařížský šampionát pak od 26. srpna do 30. srpna 2020).
Mistrovství bylo bez náhrady zrušeno kvůli pandemii covidu-19. Stalo se tak poprvé od roku 1942, kdy bylo zrušeno kvůli druhé světové válce.